# Harry Potter e i Doni della Morte - Parte 1
Harry Potter e i Doni della Morte - Parte 1 (Harry Potter and the Deathly Hallows - Part 1) è un film del 2010 diretto da David Yates.
La pellicola è la prima parte dell'adattamento cinematografico dell'omonimo romanzo di J. K. Rowling, ed è il settimo capitolo cinematografico della serie di Harry Potter.
Nella pellicola Harry Potter abbandona Hogwarts per cercare e distruggere gli horcrux, oggetti in cui Lord Voldemort ha imprigionato una parte della propria anima. Daniel Radcliffe riprende il ruolo di Harry, affiancato da Emma Watson (Hermione Granger), Rupert Grint (Ron Weasley) e Ralph Fiennes (Lord Voldemort).
Le riprese del film si svolsero nel corso del 2009 in concomitanza con quelle dell'ottavo e ultimo capitolo. Alla regia del film venne confermato David Yates, già autore dei precedenti episodi L'ordine della fenice (2007) e Il principe mezzosangue (2009), con lo sceneggiatore Steve Kloves, presente in tutti i film tranne L'Ordine della Fenice, mentre nelle vesti di produttori figurano David Heyman, David Barron e, per la prima volta, la stessa Rowling.

## Trama
Harry Potter è ormai il simbolo della speranza del mondo magico di fronte all'avanzata di Lord Voldemort e dei suoi Mangiamorte. Voldemort e i suoi accoliti si trovano a Villa Malfoy: qui il Signore Oscuro informa i presenti di avere bisogno di una bacchetta diversa dalla sua per poter uccidere Harry, questo perché le bacchette del ragazzo e di Voldemort condividono lo stesso nucleo e per questo motivo, essendo bacchette legate, non possono colpire mortalmente i proprietari della bacchetta gemella. Voldemort decide dunque di prendere la bacchetta di Lucius Malfoy e, davanti agli occhi di tutti, uccide Charity Burbage, l'ex insegnante di babbanologia a Hogwarts, la quale predicava tolleranza verso i babbani.
I membri dell'Ordine della Fenice organizzano il trasporto di Harry dalla casa degli zii Dursley verso un luogo sicuro, La Tana, ma il gruppo viene attaccato con la perdita di Edvige, uccisa facendo da scudo a Harry, e di Malocchio Moody, il quale cade dalla scopa dopo l'attacco di Voldemort. Durante l'inseguimento Voldemort raggiunge Harry, ma anche la bacchetta di Lucius Malfoy non funziona correttamente, venendo distrutta dal controincantesimo che Harry, guidato dalla bacchetta, la quale ha riconosciuto il proprietario della propria gemella, esegue inconsciamente. Giorni dopo, il nuovo Ministro della Magia, Rufus Scrimgeour, giunge alla Tana e rivela a Harry, Ron ed Hermione l'eredità di Albus Silente: a Harry lascia il boccino d'oro (quello che Harry aveva quasi inghiottito nella sua prima partita di quidditch) e la spada di Grifondoro, al momento però scomparsa, a Ron il deluminatore inventato da Silente stesso e a Hermione il libro Le fiabe di Beda il Bardo.
Durante le nozze di Bill Weasley, fratello di Ron, con Fleur Delacour, Harry nota al collo di Xenophilius Lovegood, il padre dell'amica Luna, uno strano simbolo triangolare simile ad un occhio. Quella sera stessa Kingsley Shacklebolt riesce con il suo Patronus ad avvertire gli invitati appena in tempo, spiegando che il Ministero della Magia è caduto nelle mani di Voldemort, che Scrimgeour è morto e che i seguaci del Signore Oscuro arriveranno alla Tana da un momento all'altro. I Mangiamorte attaccano la casa ed Harry, Ron ed Hermione si smaterializzano a Londra, iniziando le ricerche degli Horcrux, oggetti nei quali il Signore Oscuro ha racchiuso pezzi della sua stessa anima per rendersi immortale.
A Grimmauld Place, casa ereditata da Harry tramite Sirius, i tre apprendono dall'elfo domestico Kreacher che il vero medaglione/Horcrux è stato sottratto a Voldemort da Regulus Black, ex Mangiamorte poi defunto e fratello di Sirius, ovvero il misterioso R.A.B. che aveva lasciato il messaggio all'interno del falso Horcrux. Scoprono poi da Mundungus Fletcher (membro dell'Ordine della Fenice e colui che ha abbandonato Malocchio dopo la comparsa di Voldemort) che lui l'aveva trafugato tempo prima, ma che Dolores Umbridge glielo aveva sottratto come contropartita per non arrestarlo, a causa del suo commercio senza licenza. La Umbridge adesso lavora al Ministero della Magia assieme al mangiamorte Pius O'Tusoe, nuovo Ministro della Magia che perseguita i maghi filobabbani.
Travestiti da impiegati ministeriali, Harry, Ron ed Hermione penetrano all'interno del Ministero della Magia riuscendo a rubare il medaglione a Dolores Umbridge, ma sono costretti a una fuga precipitosa durante la quale Yaxley, un Mangiamorte, riesce a seguirli e a smaterializzarsi con loro dal camino. Hermione, per evitare di tornare a Grimmauld Place, poiché non sarebbe più stato un luogo sicuro se i Mangiamorte avessero scoperto il loro nascondiglio, conduce il trio nella foresta dove è avvenuta la recente finale di coppa del Quidditch. Qui si trovano davanti ad un nuovo problema: ogni maledizione o incantesimo eseguito sull'Horcrux non sortisce alcun effetto e per questo i ragazzi decidono di indossarlo a turno fino al momento in cui avranno trovato il modo di distruggerlo. L'oggetto corrode l'animo di chi lo indossa, e provoca un litigio tra i tre; Ron decide di abbandonare il gruppo, geloso del presunto rapporto tra Harry ed Hermione, sentimento provocato dall'influenza del medaglione. Harry risolve una parte del mistero relativo al boccino donatogli da Silente: l'oggetto ha una memoria tattile, ovvero ricorda chi per primo lo ha catturato. Durante la sua prima partita come cercatore, Harry non aveva afferrato il boccino con le mani ma lo aveva quasi ingoiato: infatti, subito dopo averlo portato alle labbra, appaiono incise sul metallo le parole "Mi apro alla chiusura".
A Natale, Harry e Hermione proseguono le ricerche a Godric's Hollow, luogo di nascita di Harry e dimora di Bathilda Bath e della famiglia Silente. Harry e Hermione si recano alle tombe dei Potter. Nel cimitero Hermione trova sulla lapide di un certo Ignotus Peverell lo stesso simbolo triangolare inciso ne Le Fiabe di Beda il Bardo, che Silente le aveva lasciato, e che Xenophilius Lovegood portava al collo. Bathilda Bath raggiunge poi i due ragazzi: essi presumono che sia a conoscenza di informazioni sugli Horcrux grazie all'amicizia avuta con Silente e la seguono in casa sua; la donna però si rivela essere Nagini, fidato serpente di Voldemort, che tenta di ucciderli; i due si salvano, smaterializzandosi appena in tempo. Nella furia della lotta con Nagini, però, la bacchetta di Harry rimane distrutta, eliminando così la protezione che gli garantiva la bacchetta gemella a quella di Voldemort.
Nel frattempo Hermione identifica alcune delle visioni di Harry: Voldemort è alla ricerca disperata di un oggetto rubato dal mago oscuro Gellert Grindelwald (ora rinchiuso alla prigione dei maghi di Nurmengard) al fabbricante di bacchette Gregorovitch. Inoltre, ricordando che Harry durante il secondo anno a Hogwarts ha distrutto il diario di Tom Riddle grazie ad una zanna di basilisco e che lo stesso basilisco era stato ucciso poi dalla spada di Godric Grifondoro, spiega che la spada assorbe solo ciò che la fortifica: la spada è dunque impregnata di veleno di basilisco, dettaglio che la rende un'arma in grado di distruggere gli Horcrux.
Una notte Harry si imbatte in un Patronus a forma di cerva che lo guida al ritrovamento della spada di Grifondoro sul fondo di un laghetto ghiacciato. Tentando di recuperarla, durante l'immersione, viene quasi strangolato dal medaglione che, riconoscendo l'arma che l'avrebbe distrutto, lotta per impedirne il ritrovamento. In quel momento giunge Ron, appena in tempo per salvare l'amico e recuperare la spada. Harry ordina al medaglione di aprirsi in serpentese, e l'Horcrux cerca di difendersi mostrando a Ron le sue paure più recondite, ovvero il presunto amore tra Hermione e Harry. Accecato dalla rabbia, Ron trafigge il medaglione con la spada, distruggendolo definitivamente. Ron spiega di essere riuscito a trovare i due amici grazie al deluminatore di Silente, che era stato incantato affinché il ragazzo evocasse una sfera di luce che, una volta smaterializzato, l'avrebbe condotto esattamente al punto in cui loro si erano rifugiati.
Riappacificati, i tre si recano da Xenophilius Lovegood per avere informazioni sul misterioso simbolo triangolare presente sulla tomba di Godric's Hollow. Il signor Lovegood rivela ai tre ragazzi la storia dei Doni della Morte, ossia della più potente bacchetta mai creata, la Bacchetta di Sambuco, della Pietra della Resurrezione e del Mantello dell'Invisibilità, i cui primi possessori sono stati proprio i tre fratelli Peverell. I ragazzi però si rendono ben presto conto che Xenophilius sta tendendo loro una trappola, trattenendoli fino all'arrivo dei Mangiamorte, nella speranza che gli restituiscano la figlia Luna, rapita dai seguaci di Voldemort a causa delle sue pubblicazioni in favore di Harry sulla rivista Il Cavillo. In quel momento i Mangiamorte attaccano casa Lovegood, ma i tre riescono nuovamente a scappare smaterializzandosi. Vengono però catturati dai Ghermidori, banda di scagnozzi al soldo del Ministero, che danno la caccia ai nati babbani, conducendoli a Villa Malfoy. Qui Bellatrix che fa entrare i ghermidori insieme al Golden trio a villa Malfoy. Qui, nei sotterranei, ritrovano Luna, il fabbricante di bacchette Olivander e il folletto della Gringott, Unci-Unci (lo stesso che accompagnò Harry alla sua camera blindata e Hagrid alla camera della Pietra Filosofale). Intanto Voldemort si reca nella cella di Grindelwald, il quale gli rivela che la Bacchetta di Sambuco è sepolta insieme al suo ultimo proprietario: Albus Silente. Per questa ragione Voldemort corre ad Hogwarts.
A Villa Malfoy, Bellatrix Lestrange inizia a torturare Hermione per sapere come siano entrati in possesso della spada di Grifondoro, poiché l'arma doveva trovarsi nella sua camera blindata alla Gringott. Mentre Bellatrix chiede infuriata cos'altro i ragazzi abbiano rubato dalla camera, interviene in aiuto dei prigionieri l'elfo domestico Dobby, inviato da uno straniero con cui Harry comunica tramite una scheggia di specchio ereditato da Sirius. Ne nasce una dura lotta, durante la quale Codaliscia rimane ucciso, e Dobby riesce a far smaterializzare il gruppo e a portare al sicuro tutti i prigionieri a Villa Conchiglia (casa del fratello di Ron, Bill). Durante la fuga l'elfo viene ferito a morte da un pugnale lanciato da Bellatrix, che lo colpisce trafiggendogli il petto. Harry, Ron ed Hermione seppelliscono l'amico elfo defunto a Villa Conchiglia, e il film si conclude con Voldemort che profana la tomba di Silente ad Hogwarts, entrando finalmente in possesso della Bacchetta di Sambuco.

## Produzione

### Sviluppo
Nel marzo 2008 è stato annunciato dalla Warner Bros. che il romanzo Harry Potter e i Doni della Morte sarebbe stato trasposto in due film anziché in un unico episodio. Questa scelta ha avuto come conseguenza la ricerca di un cliffhanger, un espediente narrativo che faccia da ponte ideale per entrambi i film. Yates ha dichiarato che la decisione è pervenuta dopo aver vagliato quattro diverse proposte, tutte d'accordo nel terminare dopo aver raccontato la cattura del trio protagonista nei boschi. Nell'agosto 2010 è stato rivelato che il primo film sarebbe terminato con Voldemort che recupera la bacchetta dalla tomba di Silente (capitolo 24 del romanzo), e il produttore David Heyman ha così commentato:
I preparativi della lavorazione (arredamento e ultimazione set, prove costume e trucco, test shooting) sono stati avviati il 26 gennaio 2009, contemporaneamente all'annuncio di riprese consequenziali di entrambi gli episodi in febbraio per una durata complessiva di 54 settimane, ovvero fino ad aprile 2010 onde evitare disguidi con il cast.
Prima dell'inizio lavorazione fu annunciata la partecipazione di Eduardo Serra come direttore della fotografia di entrambi gli episodi, che decise di mantenere la stessa tecnica di fotografia «fredda e fumosa che caratterizzava Il principe mezzosangue».
La spesa per la produzione è stata stimata attorno ai 150 milioni di sterline (pari a circa 175 milioni di euro).
Dopo il successo ricavato dai film in tridimensionale e dalle proiezioni nei cinema IMAX, nel febbraio 2010, Dan Fellman, capo della distribuzione cinematografica statunitense per la Warner Bros., confermò in un comunicato che entrambi I doni della morte sarebbero stati riconvertiti in tridimensionale, ma visibili al pubblico anche in formato tradizionale. Stando alle dichiarazioni di Jeff Robinov, la possibilità di dare un aspetto tridimensionale al film avrebbe potuto aiutare sia l'esperienza visiva del pubblico, sia la notorietà del film a livello globale. Prima della conferma della conversione, nell'ottobre dell'anno precedente si era già parlato di trasferire in formato digitale tanto I doni della morte quanto Shrek e vissero felici e contenti per aiutare le economie della Imax Corporation, la società che gestisce questo sistema di proiezione tridimensionale.

### Regia
Alla ricerca di un regista di grande calibro, i produttori contattarono diversi autori e furono in molti ad interessarsi alla regia di questo film.. Alfonso Cuarón, già regista del terzo capitolo Harry Potter e il prigioniero di Azkaban, si propose dopo la lettura dell'ultimo romanzo della serie. Guillermo del Toro, già presentatosi ai colloqui per il terzo capitolo, manifestò interesse soprattutto per i risvolti dark assunti dalla serie, ma declinò per i troppi impegni lavorativi. Chris Columbus, produttore esecutivo dei primi tre episodi e regista dei primi due, si interessò ma declinò dopo la forte presa di posizione di Yates nel proseguire la regia. M. Night Shyamalan, sebbene interessato, affermò che trattare materiale di una serie cinematografica pienamente evoluta e sviluppata sul suo percorso avrebbe fuorviato dal suo campo.
La regia di entrambi i film è stata affidata a David Yates nel marzo 2008 contemporaneamente all'annuncio della divisione in due parti della trasposizione, già regista dei precedenti Harry Potter e l'Ordine della Fenice (2007) e Harry Potter e il principe mezzosangue (2009); Yates li ha preferiti all'adattamento cinematografico di The Giver, un libro per bambini di Lois Lowry (le cui riprese sarebbero iniziate nel febbraio 2009) decidendo comunque che se ne sarebbe occupato nel tardo futuro, una volta libero da impegni.
Yates ha dichiarato d'aver avuto molta scelta creativa nelle riprese e di non aver ricevuto nessuna chiamata di critica dagli studios per il lavoro svolto, ma solo aggiornamenti sul corso delle riprese tramite e-mail o contatti telefonici. Commentando le scelte creative fatte, il regista ha dichiarato che il film bipartito più che gli altri film si distacca dal mondo magico per venire incontro alla realtà.

### Sceneggiatura
Alla sceneggiatura è stato confermato Steve Kloves, già autore di tutte le sceneggiature della serie, ad eccezione de L'ordine della fenice. Lo scripting è iniziato subito dopo il termine dello sciopero degli sceneggiatori, poiché Kloves non è riuscito a lavorare prima; la sceneggiatura del primo film è stata ultimata a metà settembre 2008 mentre la stesura della seconda è iniziata durante aprile 2009.
Kloves ha deciso di narrare la storia attraverso il punto di vista di Harry Potter, e rappresentare l'intero film come un road movie con i protagonisti continuamente obbligati a spostarsi da un luogo all'altro e con una Hogwarts mai menzionata, contrariamente a quanto successo per tutti i restanti film. La scelta di vedere le cose attraverso gli occhi di Potter ha reso inevitabile nel corso della serie l'esclusione di alcuni elementi narrati nei libri, come il C.R.E.P.A., argomento riguardante Hermione, mentre nal caso del settimo libro, nonostante la lunghezza, non c'è quasi niente da tagliare perché è tutto legato a Harry. Yates e Heyman hanno fatto notare come alcuni eventi presentati nel primo film abbiano influenzato la scrittura della sceneggiatura di Harry Potter e il principe mezzosangue. Le sceneggiature sono state lavorate in modo che ognuno dei due film risulti indipendente l'uno dall'altro, con una trama autosufficiente e con il pubblico che non pensi si tratti di un film diviso, ma due opere diverse tra loro.
Il 7 marzo Rupert Grint ha dichiarato di aver ricevuto e letto unicamente la sceneggiatura del primo film, facendo presumere che quella del secondo, in tale data, non era stata ultimata. In un'intervista a Tom Felton è stato poi confermato che è stata scritta una sceneggiatura valida per entrambi i film, e che per questo motivo i produttori non hanno saputo decidere in fretta in quale punto terminare la prima parte, ma in un'intervista del 16 luglio David Heyman ha confermato l'esistenza di due sceneggiature, entrambe della lunghezza di oltre 120 pagine. Il primo film copre gli eventi dei primi 23 capitoli, dando risalto allo sviluppo dell'ultimo episodio.
Heyman ha dichiarato che prima dello sciopero degli sceneggiatori vigeva l'intenzione tradizionale di ricavare una trasposizione dal libro, come successo per tutti i film della serie. Solamente dopo aver iniziato ad analizzare la situazione ci si è accorti che sarebbe stato opportuno dividere in più parti il film. Tra le sequenze narrative che avrebbero risentito del taglio obbligatorio di un film: esclusione di Bill e Fleur, dettagli riguardo alle linee di parentela tra Harry Potter e Voldemort, battaglia di Hogwarts, ricerca degli horcrux da parte dei Mangiamorte. Le prime idee riguardanti un adattamento bipartito emersero già ai tempi de Il calice di fuoco, all'epoca il libro più sostanzioso. Una volta iniziata la lettura dell'ultimo romanzo il produttore ha ricominciato a riprendere in considerazione una divisione, annunciando la possibilità di inserire e prolungare le storie di personaggi minori, dare più emotività all'intera trama e preservare l'integrità strutturale e la fedeltà come fatto per i precedenti episodi. L'idea si concretizzò nell'estate del 2007, dopo un colloquio tra Heyman, Kloves e J. K. Rowling.
Tutti gli attori hanno dovuto firmare un contratto di riservatezza per ottenere il permesso di tenere la sceneggiatura in casa. A causa del valore intrinseco dello script, inoltre, diversi attori hanno subito tentativi di furto e irruzione nelle proprie case.

### Cast
Il cast artistico è in gran parte lo stesso dei precedenti episodi, poiché gli attori principali hanno riconfermato la loro presenza, con nuovi figuranti integrati nell'ultimo romanzo cui si basa il film:
- Daniel Radcliffe è Harry Potter. Ha confermato la sua presenza il 23 marzo 2007 durante un'intervista concessa a Entertainment Weekly in compagnia della Watson e Grint, sia nel ruolo usuale sia in quello di adulto presentato all'epilogo dell'ultimo film.[49][50] Per riuscire nella recitazione di scene particolarmente difficili, era solito isolarsi dal resto del cast in modo da stare solo con sé stesso ascoltando certi generi di musica che in qualche modo riuscivano a deprimerlo[51], mentre per altre scene difficili e di forte emozione era solito ascoltare a tutto volume i Radiohead e altri gruppi. Spiegando l'evoluzione subita dal personaggio, Daniel paragonò Harry a un «imperatore romano ai suoi ultimi giorni di regno: tutti gli si rivoltano contro. È totalmente paranoico riguardo a ciò che Ron e Hermione dicono di lui. Pensa che i due amici mettano in dubbio la sua leadership, ma al contempo è lui stesso il primo a metterla in dubbio. Non ha un piano d'azione, quindi si sente praticamente inutile».[52]
- Rupert Grint è Ron Weasley. Ha confermato la sua presenza il 23 marzo 2007 durante un'intervista concessa a Entertainment Weekly in compagnia della Watson e Radcliffe, sia nel ruolo usuale che in quello di adulto presentato all'epilogo dell'ultimo film.[49][50]
- Emma Watson è Hermione Granger. Ha confermato la sua presenza il 23 marzo 2007 durante un'intervista concessa a Entertainment Weekly in compagnia di Radcliffe e Grint, sia nel ruolo usuale che in quello di adulta presentato all'epilogo dell'ultimo film. L'attrice ha firmato un contratto per il film in due parti, in virtù del quale ha ricevuto un compenso di 4 milioni £, preceduto da due richieste di 2 e 3 milioni.[53] La Bonham Carter ha aiutato molto l'attrice nella riuscita della recitazione da quando la invitò a cena in casa sua per discutere di alcune scene, facendo nascere un'amicizia tra le due e un saldo rapporto lavorativo.[49][54][55]
- Bonnie Wright è Ginny Weasley. Parlando del personaggio, ha dichiarato che ha iniziato a evolversi a partire da La camera dei segreti e che con il proseguire degli eventi anche i personaggi non mantengono più arie infantili ma devono iniziare a contenere elementi per adulti, cosa già intravista nel sesto film nonostante le pesanti modifiche apportate da Yates per non danneggiare il pubblico sensibile, come la scena della lotta negli Inferi.[56]
- Matthew David Lewis è Neville Paciock. Una delle scene che ha atteso con più ansia di girare è quella in cui uccide il serpente Nagini con la spada, affermando che la responsabilità del momento lo ha spinto a impegnarsi per evitare incidenti[57]. Il personaggio più snello rappresentato dal romanzo ha richiesto a Lewis di dimagrire per meglio immedesimarsi e assumere una nuova fisionomia.[58]
- Evanna Lynch è Luna Lovegood. Ha confermato la sua presenza in una radiointervista a RTE.[59] L'attrice ha confermato che la sua esperienza preferita dell'ultimo film è stato girare nella costa del Galles, in particolare i momenti condivisi con Ifans, suo padre nel film, per via dei suoi modi di fare sinceri sul set, e con il quale ha stabilito una «piccola unità». Per il set di casa Lovegood, l'attrice ha disegnato personalmente alcuni oggetti e arredi, ma essendo stata occupata nel frattempo con gli esami scolastici non ha potuto dedicarsi oltre al lavoro per il film.[60]
- Michael Gambon è Albus Silente. Ha confermato il suo ritorno alla prima de Il principe mezzosangue,[61] dichiarando d'essere compiaciuto dallo scambio di parti tra il suo personaggio e Harry Potter, che avviene a partire dal sesto film, durante il quale viene fuori un legame quasi paterno fra i due.[62]
- Maggie Smith è Minerva McGranitt. Dopo che le avevano diagnosticato un tumore al seno nel 2008, ha affrontato un lungo periodo di chemioterapia e protocolli radioterapeutici, rimanendo lontana dai suoi impegni cinematografici, facendo eccezione solo per I doni della morte. La Smith ha infatti partecipato alle riprese del film in due parti durante la chemioterapia alternando le riprese a seconda dei miglioramenti del malessere e, avendo perso completamente i capelli, con una parrucca.[63]
- Jim Broadbent è Horace Lumacorno. Ha dichiarato che per l'interpretazione caratteriale del personaggio ha preso ispirazione dai ricordi di alcuni suoi anziani insegnanti.[64]
- Bill Nighy è il ministro della magia Rufus Scrimgeour. Ha ottenuto la parte dopo cinque anni di pressioni per un coinvolgimento artistico nella serie. L'attore si è detto lieto di essere stato finalmente scritturato e doppiamente felice per essere diretto dall'amico Yates.
- Gary Oldman è Sirius Black. L'attore è comparso sul set per la scena nella foresta in cui c'è uno scontro fra i tre protagonisti e Voldemort. Radcliffe si è detto felice del suo ritorno, perché lavorare con lui lo rassicura molto.[65]
- Rhys Ifans è Xenophilius Lovegood, padre di Luna. Raggiunto su un set di un film che stava girando in Spagna, alcuni tecnici gli hanno fatto provare dei costumi da mago, e solo dopo è stato confermato ufficialmente nella parte di Xenophilius. Ha dichiarato d'essere onorato di lavorare con attori come Gambon e Maggie Smith, considerando il suo ingaggio un privilegio.[66]
- Domhnall Gleeson è Bill Weasley. L'attore è figlio di Brendan, che nella serie ha interpretato Alastor Malocchio Moody; la sua assunzione è avvenuta dopo la decisione di inserire la scena del suo matrimonio con Fleur Delacour.[67]
- Ralph Fiennes è Lord Voldemort. L'attore ha dichiarato che per dare il meglio di sé nell'interpretazione ha studiato a fondo il personaggio, lavorando sodo affinché la sua recitazione possa essere convincente. Parlando del personaggio, lo ha trovato un reietto, odiato dalla famiglia sin da piccolo e dai coetanei per il suo carattere, cosa che probabilmente lo ha portato a diventare violento; ha una vera ossessione per Harry Potter ed è la personificazione del male.[68][69]
- Jason Isaacs è Lucius Malfoy. L'attore inizialmente aveva pensato di non ritornare per via delle parti marginali richieste dal personaggio, ma dopo una conversazione a cena con la Rowling, ha deciso di rinnovare il contratto per gli ultimi due film.[70] Parlando del personaggio, Isaacs ha dichiarato che è incredibile come da ruolo presentato assolutamente malvagio negli ultimi due film si trasformi in un emarginato, dopo le umiliazioni costantemente ricevute da Voldemort.[71]
- Helen McCrory è Narcissa Malfoy. L'attrice era candidata al ruolo di Bellatrix Lestrange nel quinto film, ma per via dell'imminente gravidanza al tempo della lavorazione dovette rinunciare in favore della Carter.[72]
- Tom Felton è Draco Malfoy. L'attore ha dichiarato di essere attratto dall'interpretare ruoli antagonisti e di essere amareggiato dalla fine dell'esperienza in Harry Potter. Ha più volte confermato d'aver continuato ad approfondire la sua psicologia insieme a Yates per cercare di dare una spiegazione al suo legame con Potter, che pare Malfoy voglia aiutare negli ultimi due film così da scegliere da solo la strada da seguire: salvare o no delle vite.[73][74] Riguardo ai suoi rapporti con il resto del cast, ha ammesso che girare I doni della morte «è stato emozionante», perché gli avrebbe dato la possibilità di lavorare meglio con gli attori adulti della fazione antagonista e di uscire da Hogwarts. Tra gli attori adulti con cui ha preferito lavorare ha fatto cenno a Bonham Carter, perché secondo lui «è una donna amabile che quando vuole diventa una strega completamente spaventosa».[75]
- Alan Rickman è Severus Piton. La sua parte è associata al personaggio di Voldemort, e ha svolto le riprese in concomitanza con Fiennes.[76]
- Helena Bonham Carter è Bellatrix Lestrange. L'attrice ha dichiarato che per interpretare il proprio ruolo ha dovuto "regredire", tornando al carattere che aveva da bambina, spiegando come da piccoli bisogna essere selvaggi prima di imparare a comportarsi. Secondo la Carter, il suo personaggio possiede una follia e un sadismo naturali, e che prova vero amore nei confronti di Voldemort. Per una scena in cui Hermione si trasformava in Bellatrix, anziché sottoporre una delle due attrici a sedute di trucco o modificazioni digitali, alla Carter fu chiesto di atteggiarsi come la giovane.[77][78]
- Natalia Tena è Ninfadora Tonks.
- Imelda Staunton è Dolores Umbridge. L'attrice ha dichiarato che ha avuto molta più familiarità con il libro ritraendo la sua definitiva trasformazione maligna e di essere molto contenta del fatto di «interpretare questa cattiva vestita di rosa».[79]

#### Ruoli minori
- Jamie Campbell Bower è Gellert Grindelwald da giovane. La storia del personaggio è narrata sotto versione di flashback. Il costume del personaggio è molto sottile e dà l'impressione della visione di un uccello, ed è stato lavorato partendo su quello descritto nel libro, pur essendo l'abito privo di ali o qualsiasi altra cosa possa ricordare dei volatili.[80][81] Discutendo del controverso argomento del sentimento omosessuale provato da Silente nei suoi confronti e della sua rappresentazione cinematografica, l'attore ha commentato: «È un vecchio amico di Silente, un possibile amore».[82]
- John Hurt è Olivander. Ha rivestito il ruolo nel primo film nella scena in cui Potter entra nel suo negozio per comprare una bacchetta magica; Ne I doni della morte appare nella lunga sequenza di casa Malfoy e nelle visioni di Harry.[83]
- Robbie Coltrane è Rubeus Hagrid. Parlando a Radio Times, si è detto molto dispiaciuto del culmine della serie, e che gli ultimi giorni di riprese sono stati i più duri visto che si era costretti ad abbandonare tutto.[84]
- Joshua Herdman è Gregory Goyle. L'attore ha confermato la sua presenza negli ultimi due film. Le sorti del suo personaggio sono state cambiate all'ultimo momento dopo l'arresto di Waylett, che interpretava Tiger, decidendo di farlo morire al posto del collega che, nel libro, moriva nel tentativo di uccidere Potter.[85][86]
- Devon Murray è Seamus Finnigan. Ha dichiarato che nonostante ami molto la serie di Harry Potter non si è mai scomodato di leggerne un libro, accontentandosi di visionare le sceneggiature dei film. Conservando quindi i copioni nella sua casa a Kildare, in attesa che iniziasse il turno di lavoro al film, ha subito alcuni tentativi di irruzione ad opera di sconosciuti proprio per derubarlo del copione.[48]
- Andy Linden è Mundungus Fletcher. L'attore ha lavorato in precedenza con Yates, in State of Play. È stato confermato nella parte dopo un breve periodo di indiscrezioni.[87][88]
- Sophie Thompson è Mafalda Hopkirk. L'attrice è stata scelta dopo un re-cast; ne L'ordine della fenice appariva solo la sua voce all'interno del Ministero, ed era stata doppiata da Jessica Hynes.[89]
- Alex Crockford è Charlie Weasley. L'attore appariva in una fotografia dei Weasley in Il prigioniero di Azkaban ed è stato scritturato per il ruolo in modo da riunire interamente la famiglia per il settimo film.[90]
- Michelle Fairley e Ian Kelly sono la madre ed il padre di Hermione Granger. L'attrice aveva dichiarato che data la superficialità e lieve presenza del suo ruolo, non sarebbe stata impegnata più di tanto sul set, ma di essere comunque felice per essere stata contattata per il ruolo.[91] Visto che non ha mai letto un libro o visto un film di Harry Potter, al fine di prepararsi meglio per la recitazione ha dato una lettura ai romanzi e visionato alcune delle trasposizioni. Gli impegni teatrali che la coinvolgevano in uno spettacolo all'Old Vic la costrinsero a declinare la proposta. La fermezza di Yates che tornò sul posto di lavoro dell'attrice per dirle che era deciso a volere lei come madre di Hermione, la convinse ad accettare la parte.[92]
- Emma Thompson ritorna nel ruolo della professoressa Sibilla Cooman, nonostante avesse dichiarato d'aver declinato l'invito a tornare nell'ultimo film, per concentrarsi sul sequel di Nanny McPhee - Tata Matilda.[93]

Non tornano gli attori Jamie Waylett, che vestiva i panni di Tiger, a causa di un episodio delittuoso di cui era stato protagonista e per il quale era stato condannato a svolgere lavori socialmente utili; la Warner Bros. ha rivisto i piani per il suo personaggio decidendo di eliminarlo dal copione e di incentrarsi sul loro compagno di studi Blaise Zabini al fine di colmare il vuoto, Ralph Ineson, che aveva interpretato Amycus Carrow, e Ben Taverner, un attore quattordicenne di Winterbourne, sotto contratto per un ruolo nei due film ma a causa di un improvviso malessere per cui la madre è stata ricoverata in ospedale non ha potuto partecipare alle riprese, abbandonando di conseguenza l'impiego. Qualche tempo dopo la rinuncia alla parte, la Warner Bros. gli ha inviato una lettera d'augurio per la carriera con accanto una foto autografata dei protagonisti.

### Riprese

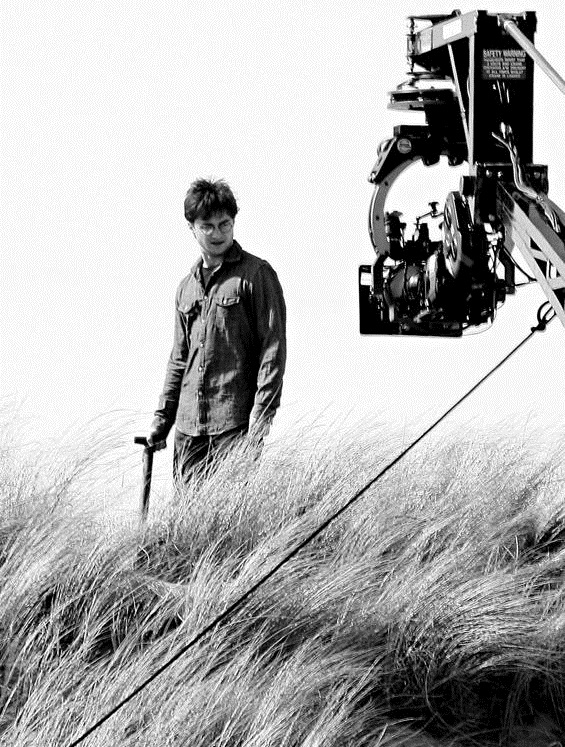
Daniel Radcliffe durante le riprese nel Pembrokeshire, in Galles

David Heyman è stato meno presente sul set in confronto agli altri film poiché gli attori, diventati ormai adulti, anziché necessitare di tre ore giornaliere di prove di recitazione e pause per lo stress, potevano affrontare ritmi di lavoro anche superiori alle nove ore.. J. K. Rowling, dopo essersi liberata dagli impegni lavorativi editoriali/letterari, ha seguito le riprese. Yates ha pranzato con Radcliffe una volta a settimana per tutto l'arco delle riprese così da discutere del lavoro da fare e consigliarlo, sostenendo che il miglior modo per ottenere un buon risultato è relazionarsi con il cast. Matthew Lewis ha dichiarato che durante le riprese sul set si respirava una "atmosfera elettrica" causata dalla tensione nel cast nel riprendere gli ultimi due film.
Al fine di ottenere una miglior visuale e più immagini da angolazioni diverse, il regista David Yates ha voluto l'utilizzo di molte telecamere a mano per «agitare ogni cosa che si muove a questo mondo». I due film presentano lievi differenze riguardanti tecnica di ripresa, fotografia e illuminazione perché l'intenzione dei produttori è stata quella di mirare a un'estetica non troppo diversa.
Emma Watson ha iniziato le riprese il 19 febbraio e ha deciso, insieme a Yates, di riprendere gran parte delle scene che la coinvolgono nei film prima della fine dell'estate, in modo da occorrere all'inizio della stagione universitaria in settembre alla Brown University. Radcliffe è giunto sul set dopo aver terminato i suoi impegni lavorativi nell'opera teatrale Equus (Shaffer).
Riguardo alla scena del bacio che ha visto coinvolti Rupert Grint e la Watson, quest'ultima ha dichiarato un certo nervosismo scaturito dal momento che poteva rischiare di rovinare tutto e di averne parlato con l'amico prima di girare; della stessa opinione anche Grint, che ha parlato di come gli sia piaciuto molto l'ultimo romanzo a parte le atmosfere passionali che lo vedono partecipe alla Watson. I due attori avevano previsto di girare il bacio alla prima prova, ma poiché non ci sono riusciti per l'imbarazzo generale la scena si è dovuta girare sei volte da diverse angolazioni prima della riuscita.
Helena Bonham Carter ha iniziato ai primi di giugno le riprese che la vedono coinvolta, come lei anche Tom Felton che è stato impegnato nei mesi di giugno e luglio. Il 10 giugno sono iniziate le riprese in esterni nella foresta di Swinley per un periodo di lavoro approssimativo di due mesi, per un'incidenza sulla durata del film di 5-6 minuti. La location è stata usata per riprendere la cattura del trio da parte dei Ghermidori e l'accampamento di loro in varie foreste alla ricerca degli horcrux.
Nei giorni del 27 e 28 giugno, una parte del cast è stata occupata a Londra per riprese in esterni presso il "Dipartimento dell'Energia e dei cambiamenti climatici", usato come locazione dell'immaginario Ministero della magia. I dirigenti dell'edificio hanno avvisato il personale del temporaneo uso cinematografico del palazzo; per l'evenienza sono state chiuse per ragioni di pubblica sicurezza: Place Scotland e la sede di Great Scotland Yard.
Dopo una sospensione dovuta agli impegni di promozione de Il principe mezzosangue, dal 22 al 24 luglio, nei pressi del Dartford Tunnel (Dartford, contea del Kent) si è girata la scena iniziale dei "sette Potter" con l'utilizzo di alcune controfigure mascherate con pesante trucco per assomigliare a Radcliffe e un'altra per Hagrid, poiché la presenza dei due attori non era prevista;
A fine della prima settimana di settembre, alla maggior parte del cast principale è stata concessa una pausa dalle riprese per la durata di un mese circa, tornando a riprendere la lavorazione i primi di ottobre..
Il 19 settembre sono state effettuate delle riprese aeree sopra la stazione di Rannoch (Scozia), posto nel quale era stato posizionato il treno per Hogwarts in attesa di "partire". Qualche giorno dopo alla stazione di Tulloch, a est di Roy Bridge, il cast ha accolto i 100 studenti dalla Lochaber High School (Fort William) per figurare come alunni di Hogwarts. Il percorso del treno è stato deviato, scegliendo di non passare per il viadotto di Glenfinnan in precedenza sempre usato, percorrendo l'asse ferroviario che va da Tulloch a Rannoch.
Dopo un mese di pausa, la lavorazione è proseguita fino al 12 giugno 2010, giorno in si sono concluse definitivamente le riprese del film. Gli ultimi mesi della lavorazione sono stati giudicati i più frenetici da parte del cast artistico, perché la paura di sbagliare nella recitazione addizionata alle riscritture di copione annunciate poco tempo prima dell'inizio riprese hanno contribuito a creare un'atmosfera terrorizzante e caotica sul set.

#### Set e location
Il giorno che sarebbe dovuto uscire il sesto episodio (poi rimandato), la Warner Bros. ha avviato i preparativi per l'inizio della lavorazione del film biparte, inviando dei location manager esperti in effetti visivi nelle località britanniche di Glenfinnan, Glen Etive, Glencoe, Glen Nevis e Lochaber per ovviarne la possibilità di svolgerne riprese.
Le riprese di prima unità sono iniziate il 16 febbraio ai Pinewood Studios. Nel corso della lavorazione non si è seguito un ordine cronologico per le riprese, ma le sequenze girate hanno riguardato pezzi del primo e secondo episodio in modo alternato a causa degli impegni esterni degli attori. Ai Leavesden Studios gli attori hanno lavorato completamente con i due ampi green screen costruiti in due lati opposti del set. Durante le riprese sono stati impiegati materiali costruiti per il sesto film ma rimasti inutilizzati, come ad esempio la salma del cadavere di Silente. La Tana dei Weasley è stata ricostruita, dopo che gli autori hanno deciso di ambientarne la lettura del testamento di Silente da parte di Scrimgeour.
A inizio aprile ci sono stati dei location scouting in alcune parti delle Midlands e la visita in una zona innominata ad un faro di un'isola.
Dal 26 maggio al 3 giugno, il cast è stato occupato a Burnham Beeches, zona locata tra Burham e Beaconsfield, nello Buckinghamshire, per delle riprese notte-giorno.
Al termine della lavorazione, nello smantellamento dei set decennali che hanno ospitato gran parte delle ambientazioni (Hogwarts, Casa Potter, altri), agli attori e al cast tecnico è stato permesso di scegliere quale "souvenir" della produzione tenere per conto personale. Lo scenografo Stuart Craig ha dichiarato che le parti più contese hanno riguardato la Sala grande, identificata in una sorta di "muro di Berlino" dove le persone fanno la coda per averne un pezzo. Daniel Radcliffe ha puntualizzato invece sul fatto di voler tenersi gli occhiali che ha dovuto portare nei nove anni di riprese per il suo personaggio.

#### Costumi
Dopo che l'azienda rifornitrice dei costumi per gli attori non ha saputo soddisfare le richieste del dipartimento costume del film, i produttori della Warner Bros. si sono messi in contatto nel settembre 2009 con Michael Hopkins della Laurie Hopkins Menswear, un'azienda di Huddersfield, per ordinare un catalogo di 125 camicette grigio grafite, necessarie ed urgenti per alcune scene con personaggi in stile militare, e un ulteriore ordine successivo di 80 cravatte nere. La merce è stata presa in consegna i primi giorni di novembre.
Radcliffe si è detto contento di non aver dovuto indossare ulteriormente la divisa scolastica, da lui detestata credendo che gli desse un'aria da bambino. Gli abiti della scuola infatti sono stati archiviati al termine delle riprese de Il principe mezzosangue.

#### Trucco
Rupert Grint si è dovuto sottoporre a un lungo processo di trattamento per il viso con trucco prostetico necessario alla sua metamorfosi con trucco in Reg Cattermole senza l'impiego degli effetti speciali. Il mascheramento è stato così realistico che terminata l'ultima fase di trucco l'attore è completamente irriconoscibile.
Per la scena dei "sette Potter" nella quale non era prevista la comparsa di Radcliffe e Coltrane, sono state impiegate varie controfigure per sostituire i due. Per assomigliare il più possibile agli attori assenti, i figuranti si sono sottoposti a pesanti sedute di trucco per la modifica del volto.
A causa dell'eccessivo dimagrimento di Harry Melling dovuto al carico di lavoro, prima di ogni ripresa l'attore si è dovuto far applicare delle protesi al viso dai truccatori così da dare un effetto di naturale formosità.
Sono stati riprodotti in scala alcuni modellini del volto di Radcliffe basandosi su foto dell'attore per la creazione del volto deformato da usare nella sequenza in cui il personaggio cerca di non farsi riconoscere dai Ghermidori.

### Effetti speciali
Come successo per i precedenti episodi di Harry Potter, la società Moving Picture Company (MPC) ha siglato accordi di intesa con la Warner Bros. per incaricarsi della produzione degli effetti speciali in post-produzione. Ad affiancare la MPC nel processo ci sono Cinesite e Double Negative.
La Plowman Craven & Associates doveva occuparsi di curare il processo di scansione per lo sviluppo delle scene in tecnologia 3D tramite tecnica Lidar, tuttavia la WB ha dato la notizia della cancellazione della conversione in 3D per questa prima parte, a causa delle strette tempistiche che non avrebbero permesso una conversione in grado di soddisfare gli standard qualitativi dello studio e del regista.
L'Industrial Light & Magic è stata incaricata della realizzazione del personaggio dell'elfo Dobby; il doppiatore originale inglese Toby Jones ha chiesto ed ottenuto di potergli nuovamente dare la voce. Alla scena del funerale dell'elfo ha partecipato anche Vern Troyer per collaborare con Jones; sul set all'uomo è stato chiesto di indossare degli speciali pantaloni bianchi puntinati che aiuteranno a formare la creatura nel processo di creazione.
Durante le riprese in esterni alla foresta di Swinley il tempo è stato estremamente soleggiato al contrario di quanto richiesto per le scena (che nel libro si svolge in pieno inverno), per questo motivo durante la post-produzione è stato utilizzato un procedimento abbastanza difficoltoso per trasformare l'intero pezzo di girato della durata di 5-6 minuti dal clima estivo a quello invernale, aggiungendo tratti temporali e ambientali mancanti (neve, foschia, nebbia).
Oliver Phelps si è sottoposto a una scansione facciale con tecnologia VFX MOVA per catturare la forma del viso da riformare in post-produzione quando viene sfigurato e di conseguenza "bucato" in più parti. La stessa tecnica è stata adottata su tutti gli attori per avere stampini della loro faccia per rendere realistiche scene come le trasformazioni con la Polisucco, sosia di Radcliffe nella scena dei Sette Potter e molte altre. Anche per la scena che vede Bathilda Bath trasformarsi nel serpente Nagini è stato necessario prendere un calco del corpo dell'attrice da utilizzare successivamente come base per la metamorfosi. Per movimentare la testa di maiale posta all'entrata della locanda Testa di Porco, invece, si è scelto di non realizzare il tutto con effetti digitali, riproducendo la testa con un corpo animatronico.

## Colonna sonora
La colonna sonora del film è stata composta da Alexandre Desplat, che firmerà anche la colonna sonora della seconda parte.

## Promozione
A metà marzo 2010, entrambi I doni della morte furono presentati allo ShoWest di Las Vegas a scopo promozionale insieme ad altri progetti della Warner Bros. Tra il materiale mostrato alla fiera: scene tratte da ambedue i film appena girate e non ancora montate e altre già ritoccate nella post-produzione, foto e notizie sulla produzione.

### Anticipazioni
Si era parlato di anticipare in parte l'opera utilizzando il primissimo materiale girato dalla lavorazione per inserirlo sotto forma di trailer tra i contenuti speciali dell'edizione DVD de Il principe mezzosangue. Le difficoltà nella realizzazione di un trailer ricavato dalle prime immagini di girato hanno portato all'inserimento di un video del dietro le quinte del set, mescolato nel frattanto con parte delle prime scene girate per intero.
Il 4 dicembre è stato invece mostrato dalla ABC Family il primo video ufficiale de I doni della morte, contemporaneamente a una parte delle prime anticipazioni contenute nell'edizione a due dischi de Il principe mezzosangue pubblicata su YouTube via Okrim. Un altro video della durata di 5 secondi contenente le prime immagini tratte dalle riprese (Bill e Fleur che danzano, il trio nei dintorni della Tana e in una cittadina nebbiosa) era stato pubblicato su YouTube il 4 dicembre, ma rimosso poche ore dopo a causa di un reclamo presentato dalla Warner Bros. per violazione di copyright.
Un video d'anticipazione contenente invece le prime immagini estrapolate dal film è stato inserito e reso visualizzabile il 7 dicembre 2009 nell'edizione Blu-Ray Disc de Il principe mezzosangue tramite la funzionalità "BD Live", la quale agli iscritti della comunità virtuale ha consentito la visualizzazione del video in anteprima.

### Concorsi
Al fine di promuovere il più possibile la pellicola, alcune aziende hanno lanciato diversi concorsi aperti ai singoli cittadini che possono vincere una comparsa in uno dei due film o semplici soggiorni per visitare i set cinematografici e aiutare nella lavorazione:
- Il 27 maggio 2009 la Warner Bros. ha lanciato un concorso le cui modalità d'iscrizione sono state inserite nel cofanetto DVD contenente i primi 5 film; il vincitore otterrà un soggiorno agli studi Leavesden per una settimana, con la possibilità di lavorare direttamente alla produzione nei settori: trucco, scenografia (decorazione del set) e direzione dipartimentale, oltre che incontrare i membri del cast.[134]
- La rete canadese CTV television network ha aperto il proprio concorso durante la seconda metà di giugno. È riservato a chi risiede legalmente in territorio canadese e ha conseguito la maggiore età. Il vincitore ha avuto la possibilità di partecipare alla prima inglese o statunitense de Il principe mezzosangue, più un'audizione per ricevere un ruolo negli ultimi due film.[135]
- Un concorso simile è stato promosso dall'emittente televisiva Sky per i residenti britannici che partecipano all'Harry Potter Tour (13-22 giugno), il cui vincitore ha l'opportunità di poter apparire in uno degli ultimi due film.[136]
- Il 15 luglio, la compagnia di vendita al dettaglio, Hot Topic, ha aperto un concorso a premi per vincere un soggiorno di 4 giorni a Londra, con visita agli studi Leavesden, volo in aereo pagato andata e ritorno e alloggio in hotel pagato. La campagna è offerta da Harry Potter London Flyaway Contest e si chiude il 12 agosto, ed è aperta a cittadini statunitensi con età minima richiesta di 13 anni (esclusi i residenti di Florida, New York e Rhode Island).[137][138]
- Il 24 settembre alle 13 di pomeriggio sono stati lanciati dal Millennium Bridge 1000 palloncini da Evanna Lynch e Matthew Lewis. Uno dei palloni contiene un codice di registrazione di rete grazie al quale il vincitore potrà visitare il set de I doni della morte con in più la possibilità di apparire come figurante, in uno dei quadri stregati di Hogwarts, dove le figure all'interno sono animate.[139]

### Foto e immagini
Il 2 febbraio 2009, in piena preproduzione, furono pubblicate in rete le prime immagini del film ritraenti la capanna di Hagrid negli studi Leavesden danneggiata dall'attacco dei Mangiamorte avvenuto nel sesto episodio.
La prima foto ufficiale ritraente Harry, Ron ed Hermione in una strada di Londra, è stata pubblicata in rete da varie testate il primo dicembre 2009, ed è stata seguita da altre immagini nei giorni subito successivi.

### Locandine
Per lo sviluppo delle locandine cinematografiche era stata proposta da Daniel Radcliffe l'ipotesi di elaborare alcuni wanted poster ritraenti Harry Potter. L'idea veniva dal fatto che una delle caratteristiche principali del film fosse la fuga del protagonista dai seguaci di Voldemort, e in questo contesto sarebbe stato ritratto come una sorta di fuggitivo. I manifesti indicati da Radcliffe sono apparsi in seguito nell'anteprima ufficiale del film mostrata i primi di dicembre 2009, nella quale tappezzano alcune strade con la scritta «Undesiderable Nº1: Harry Potter».
Durante le festività natalizie, viene annunciato tramite la pagina del film presente sul portale sociale Twitter, che le prime informazioni inerenti alle locandine promozionali sarebbero state pubblicate nel gennaio 2010.
Il primo teaser poster delle due parti del film viene pubblicato sabato 3 luglio e mostra Hogwarts in fiamme: http://www.mugglenet.com/viewer/?image_location=/movie7/dhonesheet.jpg Archiviato il 7 luglio 2010 in Internet Archive.

### Trailer
Inizialmente si era parlato di inserire un trailer con le prime scene girate del film tra i contenuti speciali dell'edizione DVD de Il principe mezzosangue, ma la notizia era stata in seguito smentita.
Colloquiando con Sue Krawl (direttrice delle scelte di marketing per la Warner Bros.), David Heyman aveva discusso dell'inserimento di un trailer nei titoli di coda de I Doni della Morte - Parte 1 per dare un preludio a quel che sarà l'ultimo film, ma ha poi dichiarato di non essere arrivati a prendere alcuna decisione in merito anche perché bisogna saper gestire la spesa di un pesante marketing per due film in uscita a pochi mesi di distanza l'uno dall'altro. Martedì 29 giugno intorno all'una italiana viene pubblicato il primo trailer delle due parti dei Doni della Morte di 2 minuti e 30 secondi. Qualche settimana dopo esce il trailer ufficiale americano, mentre poco dopo esce anche quello italiano.

## Distribuzione
Il film uscì, distribuito dalla Warner Bros., il 19 novembre 2010 in Italia, Stati Uniti d'America e Regno Unito.

### Data di uscita
| Date di uscita internazionali | Date di uscita internazionali                           | Date di uscita internazionali | Date di uscita internazionali |
| Paese                         | Titolo film                                             | Date                          | Note                          |
| ----------------------------- | ------------------------------------------------------- | ----------------------------- | ----------------------------- |
| Belgio                        | Harry Potter et les Reliques de la Mort                 | 17 novembre 2010              |                               |
| Egitto                        |                                                         | 17 novembre 2010              |                               |
| Germania                      | Harry Potter und die Heiligtümer des Todes              | 17 novembre 2010              |                               |
| Turchia                       | Harry Potter ve ölüm yadigarlari - Part 1               | 17 novembre 2010              |                               |
| Argentina                     | Harry Potter y las Reliquias de la Muerte               | 18 novembre 2010              |                               |
| Australia                     | Harry Potter and the Deathly Hallows - Part 1           | 18 novembre 2010              |                               |
| Croazia                       |                                                         | 18 novembre 2010              |                               |
| Grecia                        | O Hari Poter kai oi kliroi tou Thanatou - Meros 1o      | 18 novembre 2010              |                               |
| Nuova Zelanda                 | Harry Potter and the Deathly Hallows - Part 1           | 18 novembre 2010              |                               |
| Paesi Bassi                   | Harry Potter en de Relieken van de Dood                 | 18 novembre 2010              |                               |
| Portogallo                    | Harry Potter e os Talismãs da Morte - Parte 1           | 18 novembre 2010              |                               |
| Porto Rico                    |                                                         | 18 novembre 2010              |                               |
| Rep. Ceca                     | Harry Potter a Relikvie Smrti                           | 18 novembre 2010              |                               |
| Russia                        | Гарри Поттер и дары смерти                              | 18 novembre 2010              |                               |
| Serbia                        |                                                         | 18 novembre 2010              |                               |
| Slovacchia                    | Harry Potter a Dary smrti 1                             | 18 novembre 2010              |                               |
| Svizzera                      | Harry Potter und die Heiligtümer des Todes              | 18 novembre 2010              | Nei cantoni germanofoni       |
| Austria                       | Harry Potter und die Heiligtümer des Todes              | 19 novembre 2010              |                               |
| Brasile                       | Harry Potter e as Relíquias da Morte - Parte 1          | 19 novembre 2010              |                               |
| Finlandia                     | Harry Potter ja kuoleman varjelukset - osa 1            | 19 novembre 2010              |                               |
| Giappone                      | ハリー・ポッターと死の秘宝 (Harī Pottā to shi no hihō?) | 19 novembre 2010              |                               |
| Italia                        | Harry Potter e i Doni della Morte - Parte 1             | 19 novembre 2010              |                               |
| Polonia                       | Harry Potter i insygnia smierci - Czesc 1               | 19 novembre 2010              |                               |
| Regno Unito                   | Harry Potter and the Deathly Hallows - Part 1           | 19 novembre 2010              |                               |
| Spagna                        | Harry Potter y las Reliquias de la Muerte               | 19 novembre 2010              |                               |
| Stati Uniti                   | Harry Potter and the Deathly Hallows - Part 1           | 19 novembre 2010              |                               |
| Svezia                        | Harry Potter och dödsrelikerna - del 1                  | 19 novembre 2010              |                               |
| Svizzera                      | Harry Potter e i Doni della Morte - Parte 1             | 19 novembre 2010              | Nei cantoni italofoni         |
| Francia                       | Harry Potter et les Reliques de la Mort                 | 24 novembre 2010              |                               |
| Svizzera                      | Harry Potter et les Reliques de la Mort                 | 24 novembre 2010              | Nei cantoni francofoni        |
| Bulgaria                      |                                                         | 26 novembre 2010              |                               |
| Sudafrica                     | Harry Potter and the Deathly Hallows - Part 1           | 26 novembre 2010              |                               |

### Divieti
Il film ha ottenuto negli Stati Uniti d'America un visto censura VM 13. In precedenza alla conferma del divieto cinematografico, il produttore David Heyman aveva dichiarato che si era messo al lavoro con il resto del cast per assicurare al film biparte una censura adeguata, che secondo lui rientrava proprio nel VM 13, perché in caso di non sensibilizzazione di alcune scene i comitati cinematografici avrebbero potuto puntare su un "Restricted" (vietato ai minori), cosa che - prosegue Heyman, per il bene del lavoro svolto per la serie e per la distribuzione avrebbe dovuto evitarsi assolutamente.
In Italia non vi è stata alcuna censura o divieto.

### Edizioni home video

#### DVD
Nella versione DVD del film, che è stato commercializzato il 15 aprile 2011, è presente un'intervista fatta a Evanna Lynch da una corrispondente del sito The Leaky Cauldron, e che è inserita in un documentario sul "dietro le quinte" delle riprese. Sono state inserite anche circa un quarto d'ora di scene tagliate dalla versione finale del film.

#### Televisione
Il 19 marzo 2009 a Berlino, Warner Bros. Television e RTL Television hanno stipulato un contratto per il quale entrambi i Doni della morte e circa altri 200 titoli tra film e serie televisive verranno trasmessi dall'emittente tedesca durante la stagione 2010-11 in Germania per un costo annuo che potrebbe rendere alla WB un reddito di 100 ml $ in caso di criteri contrattuali rispettati.
Un simile accordo è stato siglato tra la major e il canale tv spagnolo La Sexta che potrà così diffondere in futuro il film biparte e altre opere della Warner.

## Accoglienza

### Incassi
Negli Stati Uniti, al primo giorno di programmazione venerdì 19 novembre 2010, il film è stato distribuito in 4 125 sale, con un incasso di circa 61 milioni di dollari e ha totalizzato un incasso pari a 125 120 000 $ nel primo fine settimana
In Italia il film ha incassato 7452768 € nel primo fine settimana.
Il 4 gennaio 2011 il film taglia il traguardo dei 900 milioni.
Complessivamente negli Stati Uniti il film ha incassato 296374621 $, mentre nel resto del mondo ha raggiunto 676209610 $, per un totale di 972584232 $, divenendo il terzo film della serie di Harry Potter per incasso.

### Critica
Il film viene accolto con recensioni positive. Sul sito Rotten Tomatoes ottiene il 77% delle recensioni professionali positive e su Metacritic raggiunge un punteggio di 65/100.

## Riconoscimenti
- 2011 - Premio Oscar
  - Candidatura Migliori effetti speciali a Tim Burke, John Richardson, Christian Manz e Nicolas Aithadi
  - Candidatura Migliore scenografia a Stuart Craig e Stephenie McMillan
- 2011 - Premio BAFTA
  - Candidatura Miglior trucco a Nick Dudman, Amanda Knight e Lisa Tomblin
  - Candidatura Migliori effetti speciali a Tim Burke, John Richardson, Christian Manz e Nicolas Aithadi
- 2011 - Saturn Award
  - Candidatura Miglior film fantasy
  - Candidatura Migliore regia a David Yates
  - Candidatura Migliori costumi a Jany Temime
  - Candidatura Miglior trucco a Nick Dudman, Amanda Knight e Mark Coulier
  - Candidatura Migliori effetti speciali a Tim Burke, John Richardson, Christian Manz e Nicolas Aithadi
- 2010 - Satellite Award
  - Candidatura Miglior colonna sonora a Alexandre Desplat
  - Candidatura Migliore fotografia a Eduardo Serra
- 2011 - Nickelodeon Kids' Choice Awards
  - Candidatura Miglior film
  - Candidatura Miglior attrice protagonista a Emma Watson
- 2011 - MTV Movie Award
  - Miglior cattivo a Tom Felton
  - Candidatura Miglior film
  - Candidatura Miglior performance maschile a Daniel Radcliffe
  - Candidatura Miglior performance femminile a Emma Watson
  - Candidatura Miglior bacio a Daniel Radcliffe e Emma Watson
  - Candidatura Miglior combattimento (Harry, Ron e Hermione contro i Mangiamorte) a Daniel Radcliffe, Emma Watson, Rupert Grint, Rod Hunt e Arden Bajraktaraj
- 2010 - San Diego Film Critics Society Awards
  - Candidatura Miglior fotografia a Eduardo Serra
  - Candidatura Miglior scenografia a Stuart Craig
- 2011 - Empire Award
  - Miglior fantasy
  - Candidatura Miglior attrice protagonista a Emma Watson
- 2010 - Critics' Choice Movie Award
  - Candidatura Miglior trucco a Mark Coulier, Paul Spateri, Katy Fray, Paula Eden e Lisa Tomblin
  - Candidatura Migliori effetti visivi a Tim Burke, John Richardson, Christian Manz e Nicolas Aithadi
- 2012 - Critics' Choice Movie Award
  - Candidatura Miglior film franchise
- 2011 - Premio Hugo
  - Candidatura Miglior rappresentazione drammatica (forma lunga) a David Yates e Steve Kloves
- 2013 - People's Choice Award
  - Candidatura Miglior sequel
- 2011 - Teen Choice Awards
  - Miglior film fantasy
  - Miglior attrice di film fantasy a Emma Watson
  - Miglior bacio a Emma Watson e Daniel Radcliffe
  - Miglior cattivo a Tom Felton
  - Candidatura Miglior attore di film fantasy a Daniel Radcliffe

- 2010 - Visual Effects Society
  - Miglior personaggio (Dobby) a Marine Poirson, Laurie Brugger, Mathieu Vig e Ben Lambert
  - Candidatura Miglior personaggio (Kreacher) a William Brand, Jason Baker, Matthieu Goutte e Laurent Laban
  - Candidatura Migliori effetti visivi a Tim Burke, Emma Norton e John Richardson
- 2010 - Phoenix Film Critics Society Awards
  - Candidatura Miglior fotografia a Eduardo Serra
  - Candidatura Miglior effetti visivi
- 2010 - St. Louis Film Critics Association Award
  - Candidatura Migliori effetti speciali
  - Candidatura Miglior scena (Hermione cancella la memoria di lei ai suoi genitori) a Emma Watson
- 2010 - Las Vegas Film Critics Society Award
  - Candidatura Miglior film per la famiglia
  - Candidatura Migliori effetti speciali
- 2011 - Golden Reel Award
  - Candidatura Miglior montaggio sonoro (Musica)
  - Candidatura Miglior montaggio sonoro (Dialoghi e ADR) a James Mather, Bjorn Ole Schroeder e Daniel Laurie
- 2012 - AFI Award
  - Premio Speciale
- 2010 - Washington D.C. Area Film Critics Association Awards
  - Candidatura Miglior regia
- 2011 - National Movie Awards
  - Candidatura Performance dell'anno a Rupert Grint
  - Candidatura Performance dell'anno a Daniel Radcliffe
  - Candidatura Performance dell'anno a Emma Watson
- 2011 - Russian National Movie Awards
  - Candidatura Miglior film d'azione straniero
- 2011 - Art Directors Guild
  - Contributo al cinema d'immaginazione
  - Candidatura Miglior scenografia in un film fantasy
- 2011 - World Soundtrack Awards
  - Compositore dell'anno a Alexandre Desplat
- 2012 - Park City Film Music Festival
  - Premio dell'artista distinto a Conrad Pope
- 2012 - British Animation Awards
  - Miglior film/grafica TV a Ben Hibon e David Yates
- 2011 - Hollywood Post Alliance
  - Candidatura Miglior colonna sonora a Conrad Olson, Russell Horth, Kyle McCulloch e Christian Kaestner
- 2010 - IGN Summer Movie Awards
  - Miglior film fantasy
  - Candidatura Miglior poster
- 2011 - International Film Music Critics Award
  - Candidatura Miglior colonna sonora originale per un film fantasy/di fantascienza/horror a Alexandre Desplat
- 2010 - Houston Film Critics Society Awards
  - Candidatura Miglior fotografia a Eduardo Serra
- 2011 - Online Film & Television Association
  - Candidatura Miglior trucco e acconciature
  - Candidatura Migliori effetti visivi a Tim Burke, John Richardson, Christian Manz e Nicolas Aithadi
- 2010 - Awards Circuit Community Awards
  - Candidatura Migliori effetti visivi
  - Candidatura Menzione Speciale
- 2010 - Golden Schmoes Awards
  - Candidatura Miglior film di fantascienza
  - Candidatura Migliori effetti visivi
- 2011 - International Online Cinema Awards
  - Candidatura Migliori effetti visivi
- 2011 - Gold Derby Awards
  - Candidatura Migliori effetti visivi a Nicolas Aithadi, Tim Burke, Christian Manz e John Richardson
- 2011 - Max Movie Awards
  - Miglior trailer

## Differenze rispetto al romanzo
Nella trasposizione cinematografica, molte scene e situazioni presenti del romanzo sono state eliminate, modificate, o rappresentate in maniera più sintetica. Il regista David Yates ha inoltre inserito alcuni particolari non presenti nel volume, come un campeggio babbano distrutto dai Mangiamorte, con l'intento di mostrare che nel mondo magico c'è una guerra in corso sebbene non venga mostrata, e una scena in cui Harry ed Hermione ballano insieme nella tenda, sequenza definita «impagabile» e «tenera» da David Yates.
Altre differenze tra il romanzo e la versione cinematografica sono:
- Harry non si guadagna la fiducia dell'elfo domestico Kreacher per avergli regalato il falso medaglione rubato da Regulus Arcturus Black e nemmeno viene spiegato per quale ragione l'elfo gli obbedisca: nel libro è chiarito che Kreacher è costretto ad obbedire a Harry in quanto ormai passato in sua proprietà dopo la morte di Sirius Black;
- Nel romanzo Hermione spiega come distruggere il medaglione poiché l'anno precedente aveva preso dall'ufficio di Silente un libro che parlava degli Horcrux; nel film i ragazzi invece non hanno idea di come fare per distruggerlo;[156];

Nella pellicola inoltre vengono omesse le apparizioni dei personaggi di Viktor Krum (durante il matrimonio alla Tana), di Vincent Tiger (eliminato dalla sceneggiatura dopo alcune vicende giudiziarie che hanno coinvolto l'attore Jamie Waylett) e di Charlie Weasley (che tra l'altro annuncia che il drago Norberto di Hagrid sia femmina). Non sono inoltre presenti le sequenze del ghoul travestito da Ron Weasley alla Tana, della conversazione tra Arthur Weasley e suo figlio Ron travestito al Ministero, del litigio a Grimmauld Place tra Harry e Lupin non molto entusiasta del fatto di diventare padre, della lettera di Lily Evans ritrovata successivamente da suo figlio Harry all'interno della camera da letto di Sirius, delle discussioni tra Harry, Ron ed Hermione riguardo all'incertezze di Harry nel ricercare i Doni della Morte oppure gli Horcrux.
Nell'ottobre 2009 è stato organizzato un convegno a Manila, The Seventh Potter: Adapting Harry Potter and the Deathly Hallows, dedicato a discutere sulle differenze nella trasposizione del film.

## Altri media
Dopo che l'azienda Tomy è stata confermata nuova licenzataria per l'Europa con l'impegno contrattuale di un periodo triennale per i media derivati da I doni della morte, la Tomy ha annunciato la produzione futura di action figures, giocattoli normali ed elettronici e giochi di ruolo tratti dai due film. Il contratto della Tomy ha valenza per i territori di Regno Unito ed EMEA, e concede all'azienda l'usufruizione dell'intero catalogo sull'universo di Harry Potter, compreso il precedente materiale tratto dai sette film:

### Videogioco
Il videogioco verrà anch'esso diviso in due parti per le stesse ragioni dell'adattamento cinematografico.
Sviluppato fin dall'inizio del 2009 da Electronic Arts, nel giugno 2010 viene annunciata l'uscita dell'adattamento videoludico, Harry Potter e i Doni della Morte - Parte 1, in uscita per il 9 novembre negli Stati Uniti, mentre per quanto riguarda l'Europa il videogioco per pc e per le altre console sarà disponibile a partire dal 19 novembre, data di uscita del film nelle sale cinematografiche.

## Merchandising
In autunno si terrà al museo della scienza e dell'industria di Chicago una mostra a scopo commerciale Harry Potter: The Exhibition, che conterrà costumi, oggetti e pezzi di set usati nel corso della produzione dei film di Harry Potter. A produzione degli ultimi due film completata, la Warner Bros. Consumer Products in collaborazione con Exhibitgroup/Giltspur, azienda peraltro organizzatrice dell'evento, aiuterà il merchandising del film biparte aggiornando i contenuti della mostra con oggetti legati alla produzione.